# Râul Măgheruș, Bega
Râul Măgheruș este un curs de apă, afluent al râului Beregsău. 

## Hărți
- Harta județului Timiș